# Епархия Мандьи
Епархия Мандьи (лат. Eparchia Mandiensis) — епархия Сиро-малабарской католической церкви c центром в городе Мандья, Индия.  Епархия Мандьи входит в митрополию Телличерри. Кафедральным собором епархии Мандьи является церковь Младенца Иисуса.

## История
15 января 2010 года Римский папа Бенедикт XVI учредил епархию Мандьи, выделив её из епархии Манантавади. 

## Ординарии епархии
- епископ George Njaralakatt (15.01.2010 — 29.08.2014), назначен архиепископом Телличерри.
  - Sede Vacante

## Источник
- Annuario Pontificio, Ватикан, 2011